# Илюхин, Алексей Алексеевич
Алексей Алексеевич Илюхин (7 июля 1950, Сурский Майдан — 26 ноября 2020, Москва) — советский и российский актёр, режиссёр игрового и документального кино, сценарист. Член Союза Кинематографистов России. Преподаватель кафедры режиссуры Гуманитарного института телевидения и радиовещания имени М. А Литовчина (ГИТР). Являлся последователем авторского кино. Умер от последствий коронавирусной инфекции.

## Воинская служба
1968 г. — 1970 г. проходил воинскую службу в рядах Советской армии на Дальнем Востоке в инженерно-технических войсках

## Учёба
1971 г. −1975 г. учёба в ЛГИТМиК (ныне — Санкт-Петербургская театральная академия), на факультет драматических искусств (курс профессора, народного артиста СССР Игоря Горбачева) закончил по специальности «актер драматического театра и кино».

## Начало карьеры
1975—1980 гг. служил во Владимирском академическом театре драмы имени Луначарского, в пьесах Шекспира «Двенадцатая ночь», Вампилова «Прощание в июне» и «Старший сын», Горького «Варвары», Рощина «Муж и жена снимут комнату», Шварца «Золушка», Мопассана «Милый друг» и др. В это же время начал писать сценарии, заниматься режиссурой. В 1979 г. выступил в качестве режиссёра-постановщика спектакля — «Бойкот» по пьесе В. Железникова и «Гамлет» по пьесе У. Шекспира.

## Дебюты
В 1986 году закончил ВГИК по специальности режиссёр художественного и телевизионного кино. Дата обращения: 12 февраля 2014. Архивировано из оригинала 31 декабря 2013 года., курс профессора, народного артиста СССР Юрия Озерова Стажировался на съемках фильма «Битва за Москву», в котором сыграл эпизодическую роль. Дата обращения: 8 февраля 2014. Архивировано 26 августа 2014 года. Защитился фильмом о послевоенном детстве «Сдаешься?» (недоступная ссылка — история)., снятом на киностудии имени Горького.
В 1987 году драматург Людмила Петрушевская написала для Алексея Илюхина сценарий «Куплю тебе бабу», с которым он должен был запуститься на киностудии «Мосфильм» в объединении «Юность». Сценарий был не принят, как «несоответствующий направлению объединения». Через три года в объединении «Дебют» режиссёр снял короткометражный фильм по рассказу Л. С. Петрушевской «Серебряные ложки» (недоступная ссылка — история).
В 1991 г. Илюхин А. А.был приглашен известным немецким критиком Гансом Шлегелем на кинофестиваль короткометражного кино в г. Оберхаузен (Германия) с фильмами «Серебряные ложки» и «Сдаешься?». По словам Ганса Шлегеля — «это единственный случай в его практике, когда он отобрал на фестиваль сразу два фильма одного режиссёра».
Фильм «Серебряные ложки» был удостоен Специального приза жюри Международного кинофестиваля в г. Оберхаузен, приза Александра Скотти «Старость и смерть».

## Телевидение
С 1992 года Алексей Илюхин работает, как документалист, сотрудничая с телевизионными каналами и частными телекомпаниями.
В период кризиса кинематографа с 1994 по 2004 гг.. сотрудничал с музеем Павла Флоренского, преподавал в культурологическом лицее, образовательном центре «Диалог наук». И все это время снимал фильм о Бутовском полигоне. Вернулся к основной профессии в 2005 году.
Для канала РТР снял 20 серий в игровом проекте- реалити «Кулагин и партнеры», ряд документальных фильмов, документальный сериал «Сказки из глины и дерева» — 4 серии.
На канале «Звезда» — документальный сериал «Господа офицеры» (20 серий о выдающихся русских деятелях искусств 19 века, среди которых Достоевский, Мусоргский, Айвазовский, Куприн, Лермонтов, Федотов и др.).
Он написал 14 сценариев документальных фильмов, 3-игровых (короткометражных). Всего Алексей Илюхин снял около 60-ти фильмов.
Его фильмы, связанные с церковной тематикой, не относятся к жанру православного кино, а являются историческими хрониками.
Как режиссёр — постановщик работал на киностудиях имени Горького, «Мосфильм», ЦНФ (Центр национального фильма), частных телекомпаниях для каналов РТР, Культура, Рен-ТВ.
Фильмы Алексея Илюхина демонстрировались на международных кинофестивалях России, Германии, США.

## Общественная деятельность
В начале 90-х Алексей Илюхин сделал ряд видеозаписей и фильмов для храмов Москвы и Подмосковья (ц. Новомучеников на Бутовском полигоне, ц. Николы в Кузнецах, ц. Николы в Хамовниках, ц. Спаса Нерукотворного в Перово, ц. Покрова Богородицы (с. Акулово Одинцовского р-на), ц. Иерусалимской Б. М., (п. Белый городок, Тверской области). Снимал разрушенные храмы Поволжья.
С 2000 г. участвовал в организации вечеров памяти игумении Серафимы (Черной-Чичаговой) и священномученика Серафима (Чичагова), на площадках Москвы и Подмосковья. Для каждого вечера делал видеофрагмент, посвященный их памяти.

## Проект «Молите Бога о нас»
В 1994 г. на Радоницу, в поселке Бутово, на территории полигона КГБ-НКВД, впервые отслужили панихиду по расстрелянным священникам. Событие положило началу съемок Летописи Бутовского полигона. Дата обращения: 8 февраля 2014. Архивировано 26 августа 2014 года. Вот как описывает это Алексей Илюхин: «Я решил поехать и снять эту панихиду. Просто снять — без всяких видов на будущее. Кто бы мне тогда сказал, что эта съемка растянется на четырнадцать лет, я бы не поверил. Но так случилось. Я снял, а они не отпустили меня…».
Проект «Летопись Бутовского полигона» задуман, как тетралогия: «Молите Бога о нас (Бутовский полигон)», «Послужи мне ещё, послужи… (Неоконченный акафист игуменье Серафиме)», «Чичаговы» и «De profundis» («Из глубины»).
В 2008 году сделан фильм «Молите Бога о нас» (Бутовский полигон. Через пять лет — фильм «Послужи мне ещё, послужи…» («Неоконченый акафист игуменье Серафиме»), являющийся продолжением Летописи Бутовского полигона. В нём раскрыта личность настоятельницы московского Богородице-Смоленского Новодевичьего монастыря игуменьи Серафимы (профессора В. В. Чёрной). Её называли посланницей от эпохи новомучеников. Она пережила две революции, войну и сохранила любовь к Отечеству и веру во Христа в то время, когда верить было небезопасно.

## Преподавательская деятельность
С 2010 года — преподаватель кафедры режиссуры Гуманитарного института телевидения и радиовещания имени М. А. Литовчина (ГИТР).

## Фильмография
- 1983 — «Железная дорога» (по рассказу Сергея Акчурина). ВГИК
- 1985 — «Сражение».(по мотивам рассказа В. Солоухина) ВГИК
- 1986 — «Сдаёшься?» (по повести М. Яблонской). Киностудия имени Горького
- 1990—1991 — «Серебряные ложки». Киностудия «Мосфильм»
- 1992 — «С надеждой и верой» док.фильм РТР
- 1994 — «Торопитесь делать добро» док. фильм РТР
- 1994—1995 Радиопостановки литературно-драматических передач об Анне Ахматовой, Николае Гумилёве, Льве Гумилёве и др. Радиостанция «МИР».
- 2005—2007 — «Кулагин и партнеры». Сериал РТР
- 2007 — «Господа офицеры» — документальный сериал (20 серий) о русских писателях, музыкантах, художниках 19 века. канал ЗВЕЗДА.
- 2007 — «Всемирный потоп, как предчувствие».
- 2007 — «Апокалипсис будет завтра» док. фильм, РЕН-ТВ
- 2008 — «Молите Бога о нас…» (Бутовский полигон). ЦНФ
- 2009 — «Сказки из глины и дерева» Документальный сериал: 4 фильма по 10 минут.
- 2009 — «Я пришел дать вам сказку. Ефим Честняков». документальный фильм.
- 2010 — "Казанская икона Божьей Матери (в соавторстве) цикл «Лики Царицы Небесной»
- 2010 — "Федоровская икона Божьей Матери (в соавторстве) цикл «Лики Царицы Небесной»
- 2011 — «Служение среди служивых».
- 2011 — «Андроников монастырь» цикл «Небо на земле»
- 2012 — «Новоспасский монастырь» цикл «Небо на земле»
- 2012 — «Обитель в мегаполисе» цикл «Небо на земле»
- 2013 — «Матушка Серафима» цикл «Русские праведники»
- 2013 — «Послужи мне ещё, послужи…», («Неоконченный акафист игуменье Серафиме»), режиссёрская версия фильма «Матушка Серафима».
- 2013 — «Савва. Штрихи к портрету» цикл «Русские праведники»

## Награды
- Специальный приз Александра Скотти «Старость и смерть» жюри Международного кинофестиваля в г. Оберхаузен (Германия), 1990—1991 гг.. — «Серебряные ложки».
- Специальный диплом в номинации «За фильм-предупреждение» экофорума «Золотой витязь», 2009 г. — «Всемирный потоп, как предчувствие». Дата обращения: 19 февраля 2014. Архивировано из оригинала 26 августа 2014 года.
- Лауреат 11-го Кубанского международного кинофестиваля «Вечевой колокол» в номинации «Лучший фильм о новых исповедниках веры» 2009 г. — «Молите Бога о нас…».
- В 2013 году фильм «Молите Бога о нас…». внесен в Президентскую библиотеку им. Б.Н. Ельцина. Дата обращения: 12 февраля 2014. Архивировано 26 августа 2014 года.
- Диплом 1-й степени на кинофестивале «Радонеж» в номинации «За спасительную роль творчества в жизни художника» 2009 г. — «Я пришел дать вам сказку. Ефим Честняков». Дата обращения: 12 февраля 2014. Архивировано 24 сентября 2013 года.
- Диплом международного кинофестиваля «Послание к человеку» (С. В. Ямщикову, автору идеи) 2009 г. — «Я пришел дать вам сказку. Ефим Честняков».
- Лауреат 15-го Кубанского кинофестиваля «Вечевой колокол» в номинации «Лучший фильм о защитнике отечественной культуры» 2013 г. — «Савва. Штрихи к портрету». Дата обращения: 12 февраля 2014. Архивировано 26 августа 2014 года.

## Номинации
- Номинация кинофестиваля «Киндеркино», г. Оберхаузен, 1991 — «Сдаёшься?» (по повести М. Яблонской).
- Участник международного кинофестиваля по правам человека «Сталкер» 2008 г. — «Молите Бога о нас…».
- Участник международных кинофестивалей «Золотой Витязь» 2008 г. — «Молите Бога о нас…».
- Участник 4-го кинофестивале док. фильмов в Нью Йорке 2011 г. — «Молите Бога о нас…» Дата обращения: 12 февраля 2014. Архивировано 19 сентября 2013 года.
- Участник международных кинофестивалей «Золотой Витязь» 2011 г. — «Служение среди служивых». Дата обращения: 19 февраля 2014. Архивировано 16 января 2014 года.
- Участник международных кинофестивалей «Вечевой колокол» 2011 г. — «Служение среди служивых».
- Участник международного кинофестиваля о правах человека «Сталкер» 2013 г. — «Савва. Штрихи к портрету». Дата обращения: 8 февраля 2014. Архивировано 26 августа 2014 года.